# Harry Elkes
Harry D. Elkes, né le 28 février 1878 à Port Henry, dans l'état de New York et mort le 30 mai 1903 à Boston, est un coureur cycliste américain, professionnel de 1897 jusqu'à sa mort en 1903.
Major Taylor a cité Elkes dans son autobiographie comme « l'un des plus grands coureurs de demi-fond qui ait jamais pédalé sur un vélo ».

## Carrière sportive
En 1897, il participe à la course de six jours du Madison Square Garden. A seulement dix-neuf ans, il se classe onzième. Quelque temps après il remporte enfin sa première victoire notable, aux six Jours de Pittsburgh.
Ce n'est seulement l'année suivante qu'Harry Elkes trouve définitivement sa voie : les courses de demi-fond avec entraîneurs. Sous la direction de son père, il gagne une fortune. Il décroche le trophée qui porte définitivement les stayers au sommet, le record de l'heure avec 55,831 km qui restent imbattus quatorze mois.
En 1899, Elkes se produit sur tous les vélodromes américains avec un égal succès. Sur 14 épreuves, il est 12 fois vainqueur. La même année, il bat le record des 50 miles en 1 h 24 min 31 s 3/5 sur la piste de Philadelphie.

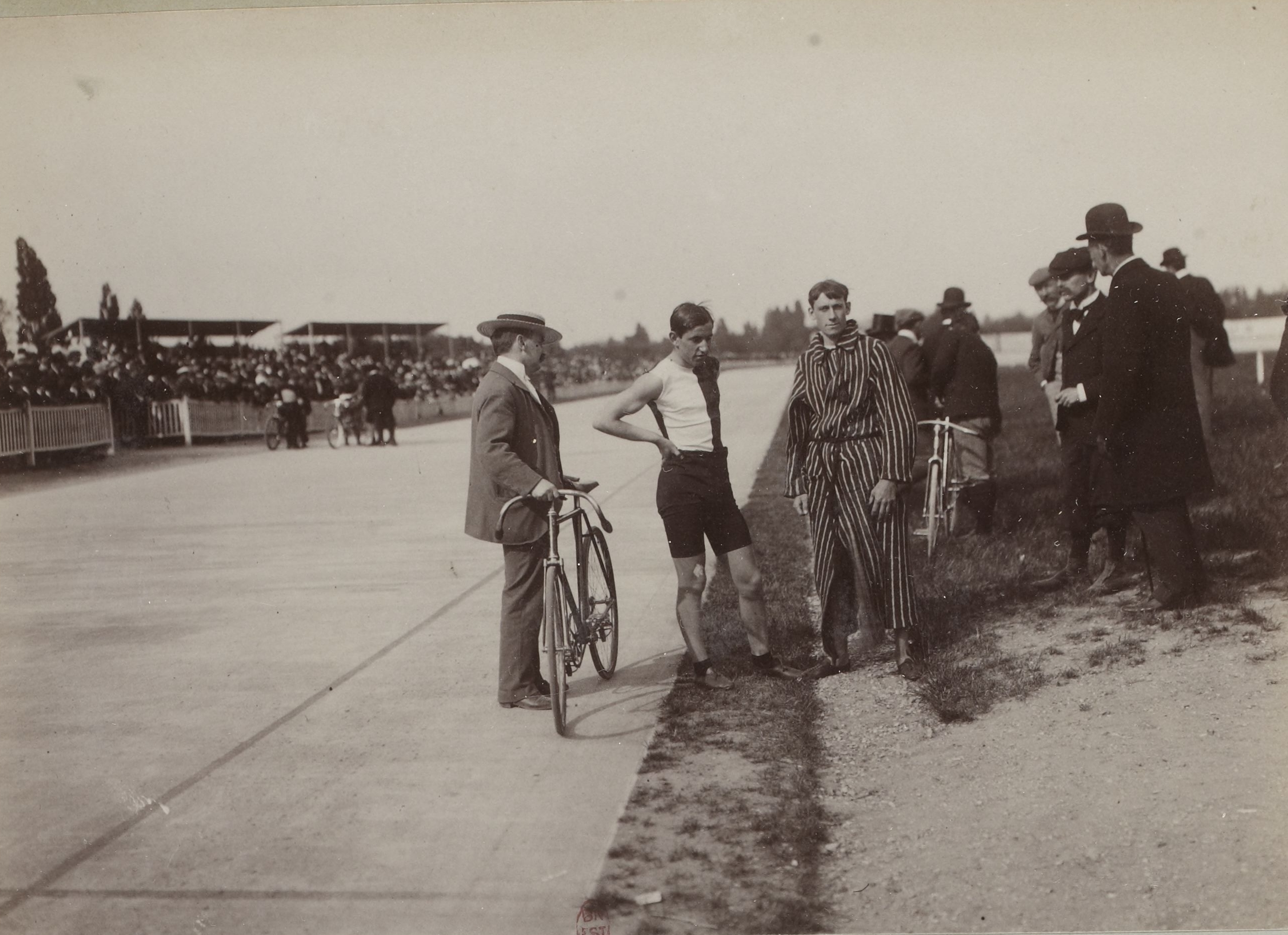
Match Elkes vs. Édouard Taylor, 13 mai 1900 au Parc des Princes

Harry Elkes se décide a venir chercher en Europe la consécration définitive. Le jeudi 8 février 1900, Elkes met pour la première fois le pied en France. Et le 13 mai suivant, au Parc des Princes, il bat l'incontesté champion européen de l'époque, Édouard Taylor. Taylor demande sa revanche. Les deux hommes se rencontrent à nouveau à Anvers, le dimanche 20 mai. Taylor est lâché, puis doublé par son rival. Mais ce dernier tombe. Quelques jours plus tard Elkes s'aligne à Berlin, dans une course de quatre jours à raison de trois heures par jour. Ses principaux adversaires sont Taylor, Albert Walters, vainqueur du Bol d'Or, Arthur Chase, l'Américain Arthur E. Ross et Constant Huret. Le 17 juin, Elkes bat à nouveau Taylor à Turin. La semaine suivante, dans le Prix du Conseil Général, couru sur une heure la troisième journée du meeting du Grand Prix, tandis qu'Alphonse Baugé, imbattable derrière des tricycles, couvre 61,800 km dans l'heure, Elkes, uniquement tiré par un tandem, prend la seconde place parmi les coureurs presque tous abrités derrière des tricycles, faisant 60 kilomètres dans l'heure.
De retour aux États-Unis, il  gagne les six Jours de New York 1900 avec Floyd MacFarland.
Invité de nouveau en Europe, en 1902, il bat les meilleurs champions de demi-fond du vieux continent : le Gallois Tom Linton, les Français Édouard Taylor et Émile Bouhours, l'Allemand Thaddäus Robl et l'Anglais Albert Walters.
En 1902, il fait une chute la tête la première à 70 km/h sur le ciment de la piste du Parc des Princes, à la suite de la rupture de la roue de sa moto d'entraînement. Le 19 octobre de la même année, sur cette même piste, il bat Jimmy Michael et Henri Contenet.
Elkes est mort dans un accident sur la piste Charles River Track à Cambridge, Massachusetts, à l'âge de 25 ans,. Alors qu'il est en tête de la course des 20 miles, et qu'il mène avec plusieurs tours d'avance sur ses adversaires Robert Walthour, Will Stinson et Jimmy Moran, sa chaîne se brise et se prend dans les rayons de sa roue arrière, le projetant en l'air. Lorsqu'il retombe sur la piste, la moto de l'entraîneur Gateley l'écrase, sa tête est horriblement blessée par le berceau du moteur de l'engin. Il meurt dans l'ambulance qui le mène au Massachusetts General Hospital. Sa dépouille est rapatriée à Glens Falls.
Il est inhumé au Glens Falls Cemetery (en), sur sa tombe est gravée l'inscription suivante : « Champion du Monde cycliste - 1878 - 1903 ».
Après cet évènement tragique, le port du casque deviendra obligatoire pour les stayers aux Etats-Unis.

## Palmarès
Champion des U.S.A. de demi-fond, en 1900 et 1901.
Elkes a détenu le record du monde de l'heure derrière entraineur pendant la majeure partie de sa carrière. Juste avant son accident mortel, il réalise un nouveau record du monde du 5 miles (parcourant cette distance en 6 min 12 s 1/5) , ainsi que la réalisation des records du monde pour 10 et 15 milles.